# Joseph Sargent
Joseph Sargent, nome d'arte di Giuseppe Danielle Sorgente (Jersey City, 22 luglio 1925 – Malibù, 22 dicembre 2014), è stato un regista, attore e produttore televisivo statunitense di origine italiana.

## Biografia
Nato nel New Jersey da genitori italiani originari di Bitonto (Puglia), ha diretto molti film per la televisione. Sposò Carolyn Nelson nel 1970.
Come regista più volte è stato candidato al Golden Globe per la miglior mini-serie o film per la televisione: nel 1991 con Caroline?, nel 1993 con Rose White nel 1998 con Miss Evers' Boys, nel 2001 con The Arturo Sandoval Story, nel 2005 con Medici per la vita e nel 2006 con Franklin D. Roosevelt. Un uomo, un presidente (Warm Springs).
Muore il 22 dicembre 2014 all'età di 89 anni nella sua casa a Malibù, dopo aver riscontrato vari problemi al cuore.

## Filmografia parziale

### Cinema
- Kathy O' (1958)
- Street-Fighter (Street-Fighter) (1959)
- Una spia di troppo (One Spy Too Many) (1966)
- La spia dal cappello verde (The Spy in the Green Hat) (1967)
- I contrabbandieri del cielo (The Hell with Heroes) (1968)
- Colossus - progetto Forbin (Colossus: The Forbin Project)' (1970)
- The Man (The Man) (1972)
- McKlusky, metà uomo metà odio (White Lightning) (1973)
- Il colpo della metropolitana (Un ostaggio al minuto) (The Taking of Pelham One Two Three) (1974)
- MacArthur il generale ribelle (MacArthur) (1977)
- Goldengirl (Goldengirl) (1979)
- Nightmares - Incubi (Nightmares) (1983)
- Lo squalo 4 - La vendetta (Jaws: The Revenge) (1987)

### Televisione
- I giorni dell'atomica (Day One) – film TV(1989)
- Delitto e castigo (Crime and Punishment) – film TV (1998)
- Vola Sciusciù (Vola Sciusciù) – film TV (2000)
- The Arturo Sandoval Story (For Love or Country: The Arturo Sandoval Story) – film TV (2000)
- Medici per la vita (Something the Lord Made) – film TV (2004)